# Rytterne distrikt
Rytterne distrikt är ett distrikt i Västerås kommun och Västmanlands län. 
Distriktet ligger i sydvästra delen av kommun, vid Mälaren. 

## Tidigare administrativ tillhörighet
Distriktet inrättades 2016 och utgörs av socknen Rytterne i Västerås kommun.
Området motsvarar den omfattning Rytterne församling hade vid årsskiftet 1999/2000.